# German Juniors 2010
Das German Juniors 2010 im Badminton fand vom 11. bis zum 14. März 2010 in Berlin statt. Es war die 27. Austragung dieses bedeutendsten internationalen Badminton-Juniorenwettkampfs in Deutschland.

## Sieger und Platzierte
| Disziplin    | Gold                       | Silber                          | Bronze                            |
| ------------ | -------------------------- | ------------------------------- | --------------------------------- |
| Herreneinzel | Viktor Axelsen             | Kang Ji-wook                    | Ha Young-woong                    |
| Herreneinzel | Viktor Axelsen             | Kang Ji-wook                    | Rasmus Fladberg                   |
| Dameneinzel  | Choi Hye-in                | Poon Lok Yan                    | Park Ko-woon                      |
| Dameneinzel  | Choi Hye-in                | Poon Lok Yan                    | Yang Ran-sun                      |
| Herrendoppel | Choi Seung-il Kang Ji-wook | Kim Astrup Rasmus Fladberg      | Morten Brodbaek Nikolaj Overgaard |
| Herrendoppel | Choi Seung-il Kang Ji-wook | Kim Astrup Rasmus Fladberg      | Chris Coles Matthew Nottingham    |
| Damendoppel  | Choi Hye-in Lee So-hee     | Kim Chan-mi Ko Eun-byul         | Isabel Herttrich Inken Wienefeld  |
| Damendoppel  | Choi Hye-in Lee So-hee     | Kim Chan-mi Ko Eun-byul         | Park So-young Shin Seung-chan     |
| Mixed        | Kang Ji-wook Choi Hye-in   | Emil Holst Ditte Strunge Larsen | Matthew Nottingham Alyssa Lim     |
| Mixed        | Kang Ji-wook Choi Hye-in   | Emil Holst Ditte Strunge Larsen | Kim Astrup Line Kjærsfeldt        |